# Simon van Velthooven
Simon van Velthooven, född 8 december 1988 i Palmerston North, Nya Zeeland, är en nyzeeländsk cyklist som tog delat OS-brons i keirin vid de olympiska cyklingstävlingarna 2012 i London. 